# 相模原市立鹿島台小学校
相模原市立鹿島台小学校（さがみはらしりつ かしまだい しょうがっこう）は、神奈川県相模原市南区上鶴間本町1丁目にある公立小学校。

## 教育目標
- 広い視野を持ち、心豊かに国際社会に生きる人になる　～やさしく　かしこく　たくましく～

## 沿革
- 1973年（昭和48年） - 市内26番目の小学校として開校。センター方式での給食開始。
- 1974年（昭和49年） - 校章・校旗・校歌制定。庭と心字池を作った。プールと体育館が完成。
- 1975年（昭和50年） - 給食室が完成し、自校方式の給食開始。
- 1976年（昭和51年） - 中庭を整備。
- 1978年（昭和53年） - C棟校舎増築完成。
- 1981年（昭和56年） - アスレチックを作った
- 1982年（昭和57年） - 創立10周年式典挙行。
- 1986年（昭和61年） - 校歌の歌碑を作った。
- 1988年（昭和63年） - パソコン教室が完成。
- 1992年（平成4年） - 創立20周年式典挙行。ふれあいのブロンズ像を制作。
- 1993年（平成5年） - 飼育小屋完成。
- 1995年（平成7年） - 校庭内歩道完成。
- 1998年（平成10年） - A棟耐震工事。
- 1999年（平成11年） - 図書室パソコンがインターネットに接続。パソコン教室機器更新（40台がネット接続）。B棟耐震工事。
- 2000年（平成12年） - C棟耐震工事。
- 2001年（平成13年） - 片山右京氏を迎え授業。NHKテレビで9月23日に「ようこそ先輩」で放送された[1]。
- 2002年（平成14年） -　創立30周年式典挙行。
- 2003年（平成15年） - ベランダ外■塗装工事。C棟屋上防水工事。
- 2004年（平成16年） - B棟トイレ改修工事。
- 2005年（平成17年） - 体育館改修工事。
- 2006年（平成18年） - 研究発表会。児童用ロッカー改修。
- 2007年（平成19年） - 北門改修とA棟トイレ改修の両工事。
- 2008年（平成20年） - 支援級教室と多目的室の改修工事。
- 2009年（平成21年） - 防球ネット完成。
- 2010年（平成22年） - 各教室・音楽室・図書室に冷房設置。「新教育課程研究事業」委託校研究発表。
- 2011年（平成23年） - C棟校舎改修工事完了。各教室にインターフォン設置。
- 2012年（平成24年） - 防音サッシ設置。創立40周年記念品贈呈式挙行。
- 2013年（平成25年） - 正門前側溝改修工事。「先進的教育研究モデル事業」委託校研究発表。
- 2014年（平成26年） - 給食室非常用発電設備設置。
- 2015年（平成27年） - アスレチック（中庭）撤去。
- 2016年（平成28年） - 神奈川県社会研究会「相模原大会」授業公開校。
- 2017年（平成29年） - さがみ風っこISO認定。1年4組と、あおぞら級の教室改善。
- 2018年（平成30年） - コミュニティ・スクールモデル事業指定校。関東甲信越ブロック放送・視聴覚教育研究大会授業公開。相模原市授業改善研究推進校（社会科・生活科）研究発表。
- 2020年（令和2年） - インターネット回線工事。
- 2021年（令和3年） - 学校教育目標看板リニューアル。
- 2022年（令和4年） - セメントすべり台の撤去。創立50周年式典挙行し、タイムカプセル埋蔵。

## 児童数・学級数
- 本校の児童数は全学年合計で610人。学級数は全学年合計で22学級となっている（2024年（令和6年）5月1日現在）[2]。

## 通学区域
出典
- 相模原市南区
  - 鵜野森1丁目（11番・14番〜19番・30番〜41番・43番・44番）
  - 鵜野森2丁目（全域）
  - 鵜野森3丁目（全域）
  - 上鶴間本町1丁目（全域）
  - 上鶴間本町2丁目（全域）

## 進学中学校
出典
- 相模原市南区
  - 相模原市立鵜野森中学校 - 鵜野森地区から通う児童の主な進学先
  - 相模原市立谷口中学校 - 上鶴間本町地区から通う児童の主な進学先

## 主な出身者
- 片山右京（レーシングドライバー・登山家）

## 周辺
- 山野中央公園
  - 山野中央公園以外の公園も点在。
- 国道16号線
- 相模原市立鹿島台こどもセンター
- 小田急電鉄小田原線

## 交通アクセス
- JR東日本横浜線町田駅（南口）から、徒歩約840m・約13分。
- 小田急電鉄小田原線町田駅（北口2）から、徒歩約1km強・約16分（学校敷地から駅北口2まで、直線距離では、最短で約715mほどだが、道路形状とペテドリアンデッキとの位置関係で、やや遠廻りとなる）。
- 神奈川中央交通「相02」系統で、「谷口」停留所より、
  - 相模大野駅北口行のりばから、徒歩約800m・約12分。
  - 相模原駅南口行のりばから、徒歩約1.1km弱・約16分。
    - 学校敷地からバス停留所まで、直線距離では、最短で約360mほどだが、道路形状が悪いため、大きく遠廻りとなる。